# Deuterocohnia recurvipetala
Espèce
Classification APG III (2009)
Deuterocohnia recurvipetala est une espèce de plantes de la famille des Bromeliaceae, endémique d'Argentine et décrite en 1991.

## Distribution
L'espèce est endémique du nord-ouest de l'Argentine.

## Description
Selon la classification de Raunkier, l'espèce est chamaephyte.

## Galerie

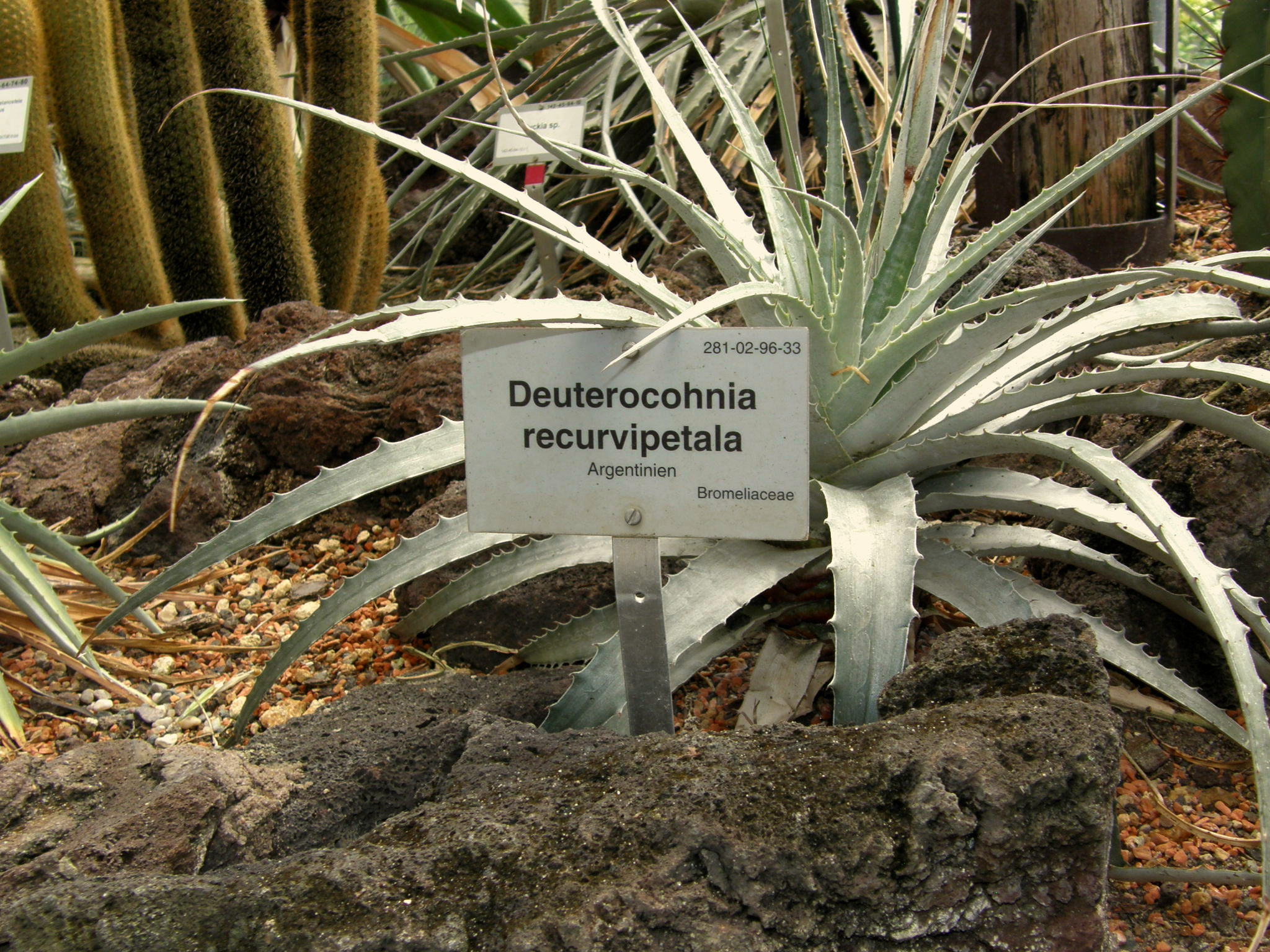
Spécimen au jardin botanique de Heidelberg.
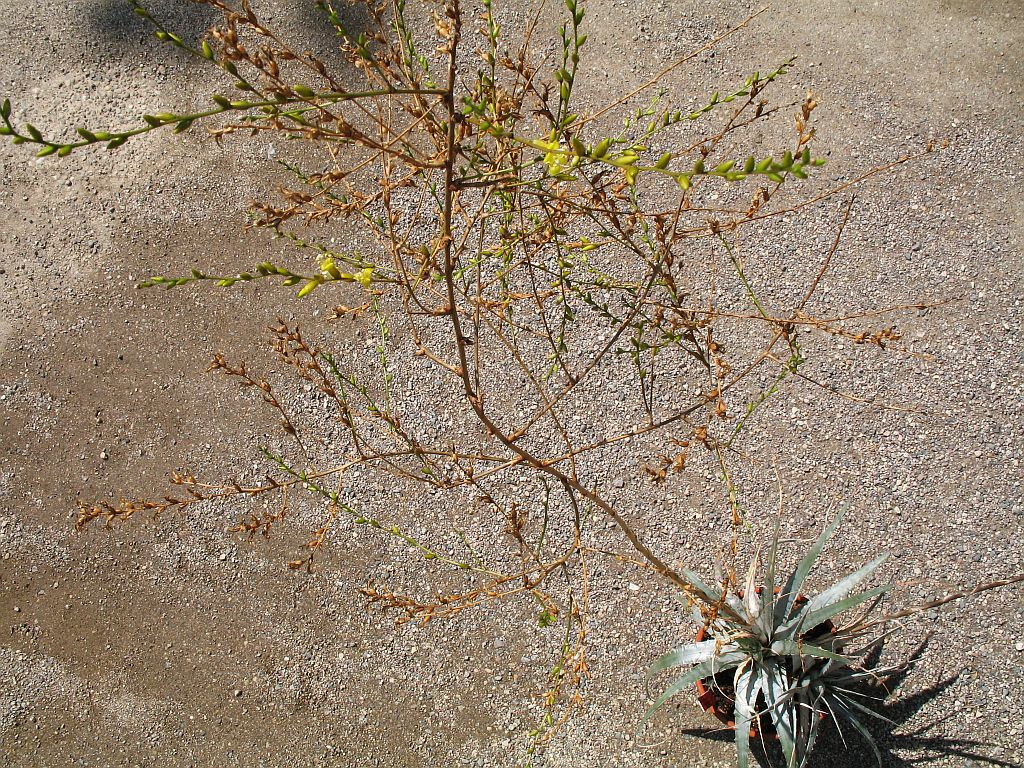
Détail de la hampe.
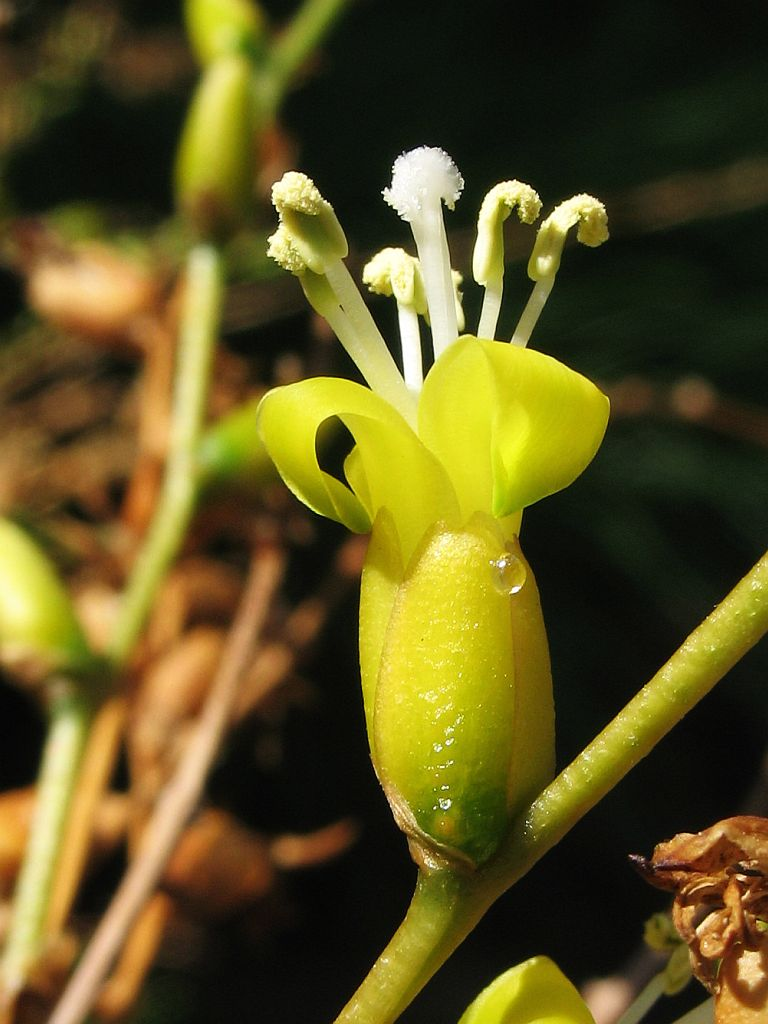
Détail de l'inflorescence.
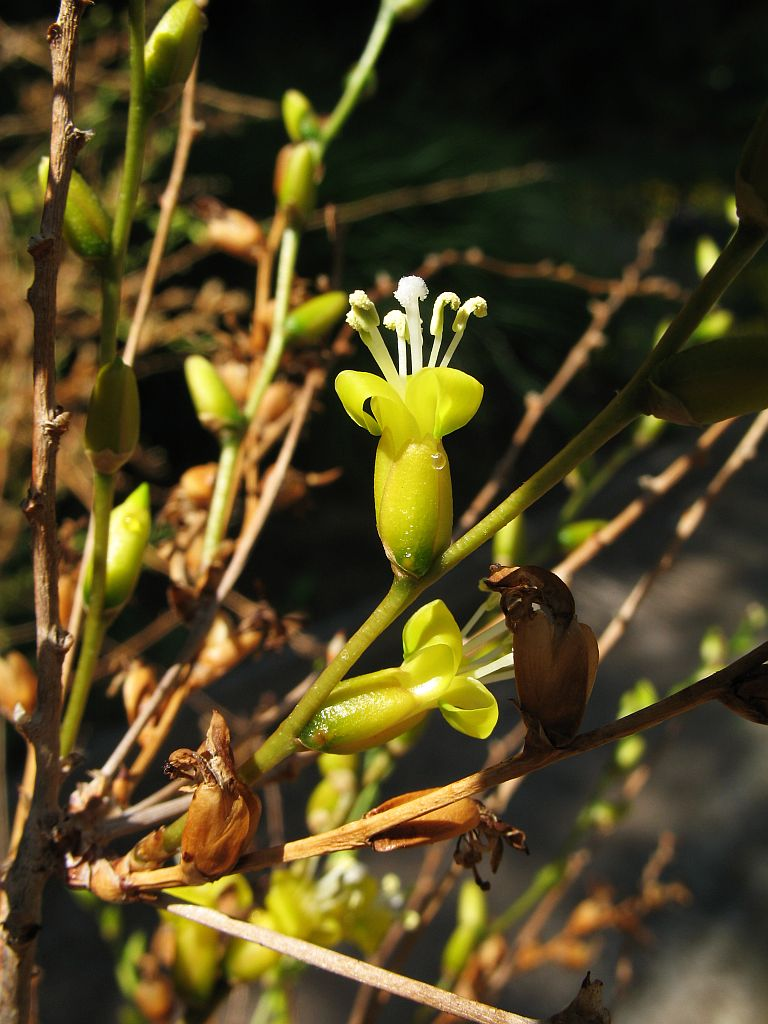
Détail de l'inflorescence.